# Olympische Sommerspiele 1908/Teilnehmer (Norwegen)
| Gelbes Symbol für Goldmedaillen mit stilisierten Olympischen Ringen | Graues Symbol für Silbermedaillen mit stilisierten Olympischen Ringen | Braundes Symbol für Bronzemedaillen mit stilisierten Olympischen Ringen |
| ------------------------------------------------------------------- | --------------------------------------------------------------------- | ----------------------------------------------------------------------- |
| 2                                                                   | 3                                                                     | 3                                                                       |

Norwegen nahm an den Olympischen Sommerspielen 1908 in London, Großbritannien, mit 68 Sportlern teil. Dabei konnten die Athleten zwei Gold-, drei Silber- und drei Bronzemedaillen gewinnen.

## Medaillengewinner

### Olympiasieger
| Name                                                                                 | Sportart | Wettkampf                                   |
| ------------------------------------------------------------------------------------ | -------- | ------------------------------------------- |
| Albert Helgerud                                                                      | Schießen | Freies Gewehr Dreistellungskampf            |
| Albert Helgerud Ole Sæther Gudbrand Skatteboe Olaf Sæter Julius Braathe Einar Liberg | Schießen | Freies Gewehr Dreistellungskampf Mannschaft |

### Silber
| Name | Sportart       | Wettkampf                  |
| --- | -------------- | -------------------------- |
| Arne Halse | Leichtathletik | Speerwurf (Mittelgriff)    |
| Jacob Gundersen | Ringen         | Schwergewicht (über 73 kg) |
| Arthur Amundsen Carl Albert Andersen Otto Authén Hermann Bohne Trygve Bøyesen Oskar Bye Conrad Carlsrud Sverre Grøner Harald Halvorsen Peter Hol Eugen Ingebretsen Ole Iversen Per Jespersen Sigurd Johannessen Nicolai Kiær Carl Klæth Thor Larsen Rolf Lefdahl Hans Lem Anders Moen Frithjof Olsen Carl Alfred Pedersen Paul Pedersen Sigvard Sivertsen John Skrataas Harald Smedvik Andreas Strand Olaf Syvertsen Thomas Thorstensen | Turnen         | Mannschaftsmehrkampf       |

### Dritter
| Name          | Sportart       | Wettkampf                        |
| ------------- | -------------- | -------------------------------- |
| Edvard Larsen | Leichtathletik | Dreisprung                       |
| Arne Halse    | Leichtathletik | Speerwurf (freier Stil)          |
| Ole Sæther    | Sportschießen  | Freies Gewehr Dreistellungskampf |

## Teilnehmer nach Sportarten

### Fechten
| Disziplin    | Platz       | Athlet         | Erste Runde                | Zweite Runde   | Halbfinale     | Finale         |
| ------------ | ----------- | -------------- | -------------------------- | -------------- | -------------- | -------------- |
| Männer       |             |                |                            |                |                |                |
| Degen Einzel | Erste Runde | Hans Bergsland | 4-4 (Sechster in Gruppe D) | nicht erreicht | nicht erreicht | nicht erreicht |

### Leichtathletik
| Disziplin                | Platz        | Athlet(en)       | Vorlauf                                | Halbfinale                       | Finale         |
| ------------------------ | ------------ | ---------------- | -------------------------------------- | -------------------------------- | -------------- |
| Männer                   |              |                  |                                        |                                  |                |
| 100 m                    | Vorläufe     | Oscar Guttormsen | 12,0 Sekunden Zweiter, zweiter Vorlauf | nicht erreicht                   | nicht erreicht |
| 100 m                    | Vorläufe     | John Johansen    | 11,7 Sekunden Zweiter, fünfter Vorlauf | nicht erreicht                   | nicht erreicht |
| 200 m                    | Halbfinalist | Oscar Guttormsen | Kampflos Erster, 14. Vorlauf           | k. A. Vierter, erstes Halbfinale | nicht erreicht |
| 400 m                    | Vorläufe     | Oscar Guttormsen | k. A. Zweiter, fünfter Vorlauf         | nicht erreicht                   | nicht erreicht |
| 1500 m                   | Halbfinalist | Oscar Larsen     | nicht ausgetragen                      | k. A. Vierter, achtes Halbfinale | nicht erreicht |
| 1500 m                   | Halbfinalist | Nils Dahl        | nicht ausgetragen                      | k. A. Siebter, erstes Halbfinale | nicht erreicht |
| 110 m Hürden             | Vorläufe     | Wilhelm Blystad  | k. A. Zweiter, elfter Vorlauf          | nicht erreicht                   | nicht erreicht |
| 110 m Hürden             | Vorläufe     | Oscar Guttormsen | k. A. Zweiter, zwölfter Vorlauf        | nicht erreicht                   | nicht erreicht |
| Disziplin                | Platz        | Athlet(en)       |                                        |                                  | Höhe/Distanz   |
| Männer                   |              |                  |                                        |                                  |                |
| Hochsprung               | 13.          | Henry Olsen      | nicht ausgetragen                      | nicht ausgetragen                | 1,72 Meter     |
| Hochsprung               | —            | Otto Monsen      | nicht ausgetragen                      | nicht ausgetragen                | k. A.          |
| Weitsprung               | 21.–32.      | Henry Olsen      | nicht ausgetragen                      | nicht ausgetragen                | k. A.          |
| Dreisprung               | Dritter      | Edvard Larsen    | nicht ausgetragen                      | nicht ausgetragen                | 14,39 Meter    |
| Dreisprung               | 13.          | Henry Olsen      | nicht ausgetragen                      | nicht ausgetragen                | 13,17 Meter    |
| Dreisprung               | 14.          | Oscar Guttormsen | nicht ausgetragen                      | nicht ausgetragen                | 13,16 Meter    |
| Standhochsprung          | Achter       | Wilhelm Blystad  | nicht ausgetragen                      | nicht ausgetragen                | 1,42 Meter     |
| Kugelstoßen              | Neunter-25.  | Arne Halse       | nicht ausgetragen                      | nicht ausgetragen                | k. A.          |
| Diskuswurf (freier Stil) | Zwölfter-42. | John Falchenberg | nicht ausgetragen                      | nicht ausgetragen                | k. A.          |
| Speerwurf (Mittelgriff)  | Zweiter      | Arne Halse       | nicht ausgetragen                      | nicht ausgetragen                | 50,57 Meter    |
| Speerwurf (Mittelgriff)  | Achter-16.   | John Johansen    | nicht ausgetragen                      | nicht ausgetragen                | k. A.          |
| Speerwurf (freier Stil)  | Dritter      | Arne Halse       | nicht ausgetragen                      | nicht ausgetragen                | 49,73 Meter    |
| Speerwurf (freier Stil)  | Zehnter-33.  | Conrad Carlsrud  | nicht ausgetragen                      | nicht ausgetragen                | k. A.          |
| Speerwurf (freier Stil)  | Zehnter-33.  | John Johansen    | nicht ausgetragen                      | nicht ausgetragen                | k. A.          |

### Ringen
| Disziplin                             | Platz   | Athlet          | Achtelfinale  | Viertelfinale      | Halbfinale      | Finale               |
| ------------------------------------- | ------- | --------------- | ------------- | ------------------ | --------------- | -------------------- |
| Männer                                |         |                 |               |                    |                 |                      |
| Schwergewicht (über 73 kg) (Freistil) | Zweiter | Jacob Gundersen | Besiegte West | Besiegte Humphreys | Besiegte Nixson | Verlor gegen O’Kelly |

### Rudern
| Disziplin | Platz   | Athleten | Erste Runde       | Viertelfinale                       | Halbfinale     | Finale         |
| --------- | ------- | --- | ----------------- | ----------------------------------- | -------------- | -------------- |
| Männer    |         | |                   |                                     |                |                |
| Achter    | Fünfter | Otto Krogh, Erik Bye, Ambrosius Høyer, Gustav Hæhre, Emil Irgens, Hannibal Fegth, Wilhelm Hansen, Andreas Knudsen, Ejnar Tønsager | nicht ausgetragen | k. A. Zweiter, erstes Viertelfinale | nicht erreicht | nicht erreicht |

### Schießen
| Disziplin                                   | Platz         | Athet                                                                                 | Punkte |
| ------------------------------------------- | ------------- | ------------------------------------------------------------------------------------- | ------ |
| Männer                                      |               |                                                                                       |        |
| Armeegewehr                                 | 28.           | Jørgen Bru                                                                            | 82     |
| Armeegewehr                                 | 40.           | Georg Erdmann                                                                         | 61     |
| Armeegewehr                                 | 41.           | Asmund Enger                                                                          | 58     |
| Armeegewehr                                 | 41.           | Kolbjørn Kvam                                                                         | 58     |
| Armeegewehr                                 | 47.           | Mathias Glomnes                                                                       | 26     |
| Armeegewehr                                 | k. A.         | Olivius Skymoen                                                                       | k. A.  |
| Freies Gewehr Dreistellungskampf            | Olympiasieger | Albert Helgerud                                                                       | 909    |
| Freies Gewehr Dreistellungskampf            | Dritter       | Ole Sæther                                                                            | 883    |
| Freies Gewehr Dreistellungskampf            | Sechster      | Julius Braathe                                                                        | 851    |
| Freies Gewehr Dreistellungskampf            | Neunter       | Olaf Sæter                                                                            | 830    |
| Freies Gewehr Dreistellungskampf            | 13.           | Georg Erdmann                                                                         | 821    |
| Freies Gewehr Dreistellungskampf            | 19.           | Kolbjørn Kvam                                                                         | 777    |
| Freies Gewehr Dreistellungskampf            | 24.           | Olivius Skymoen                                                                       | 760    |
| Freies Gewehr Dreistellungskampf            | 26.           | Per Olaf Olsen                                                                        | 752    |
| Freies Gewehr Dreistellungskampf            | 47.           | Mathias Glomnes                                                                       | 563    |
| Freies Gewehr Dreistellungskampf Mannschaft | Olympiasieger | Albert Helgerud Ole Sæther Gudbrand Skatteboe Olaf Sæter Julius Braathe Einar Liberg  | 5055   |
| Armeegewehr Mannschaft                      | Sechster      | Ole Sæther Einar Liberg Gudbrand Skatteboe Albert Helgerud Mathias Glomnes Jørgen Bru | 2192   |

### Segeln
| Disziplin      | Platz   | Boot | Athleten                                                                      |
| -------------- | ------- | ---- | ----------------------------------------------------------------------------- |
| 8-Meter-Klasse | Vierter | Fram | Johan Anker, Einar Hvoslef, Hagbart Steffens, Magnus Konow, Eilert Falch-Lund |

### Turnen
| Disziplin       | Platz | Athlet            | Punkte |
| --------------- | ----- | ----------------- | ------ |
| Männer          |       |                   |        |
| Einzelmehrkampf | k. A. | Conrad Carlsrud   | k. A.  |
| Einzelmehrkampf | k. A. | Peter Hol         | k. A.  |
| Einzelmehrkampf | k. A. | Eugen Ingebretsen | k. A.  |
| Einzelmehrkampf | k. A. | Ole Iversen       | k. A.  |
| Einzelmehrkampf | k. A. | Per Jespersen     | k. A.  |
| Einzelmehrkampf | k. A. | Carl Klæth        | k. A.  |
| Einzelmehrkampf | k. A. | Frithjof Olsen    | k. A.  |
| Einzelmehrkampf | k. A. | John Skrataas     | k. A.  |

| Disziplin            | Platz   | Athleten | Punkte |
| -------------------- | ------- | --- | ------ |
| Männer               |         | |        |
| Mannschaftsmehrkampf | Zweiter | Carl Albert Andersen, Hermann Bohne, Trygve Bøyesen, Oskar Bye, Conrad Carlsrud, Sverre Grøner, Harald Halvorsen, Harald Hansen, Peter Hol, Eugen Ingebretsen, Ole Iversen, Per Jespersen, Sigge Johannessen, Nicolai Kiær, Carl Klæth, Thor Larsen, Rolf Lefdahl, Hans Lem, Anders Moen, Frithjof Olsen, Carl Alfred Pedersen, Paul Pedersen, Sigvard Sivertsen, John Skrataas, Harald Smedvik, Andreas Strand, Olaf Syvertsen, Thomas Thorstensen | 425    |